# أرتميسيا الثانية من كاريا
كانت أرتميسيا الثانية من كاريا (توفيت عام 351 قبل الميلاد) خبيرة استراتيجية بحرية وقائدة وأخت (وزوجة لاحقًا) وخليفة موسولوس، حاكم كاريا. كان موسولوس ساترابًا للإمبراطورية الأخمينية، لكنه تمتع بوضع ملك أو سلالة من سلالة هيكاتومنيد. بعد وفاة أخيها/زوجها، حكمت أرتميسيا لمدة عامين، منذ عام 353 حتى عام 351 قبل الميلاد. أثار صعودها إلى العرش ثورة في بعض مدن الجزيرة والساحل الخاضعة لقيادتها بسبب اعتراضهم على وجود حاكمة. حكمت بنفس مبادئ حكم زوجها، وخاصة في دعم حزب الأقلية في جزيرة رودس.
بسبب حزن أرتميسيا على أخيها\زوجها، والأشكال الباهظة والغريبة التي اتخذتها، أصبحت في العصور اللاحقة «مثالًا دائمًا للترمل العفيف وأنقى وأندر أنواع الحب»، على حد تعبير جيوفاني بوكاتشيو. كانت تظهر في اللوحات التي جسدتها عادةً وهي تتناول رماده مخلوطًا بالمشروب.

## حياتها
اشتهرت أرتميسيا في التاريخ بحزنها الاستثنائي على وفاة زوجها (وشقيقها) موسولوس. ويقال إنها خلطت رماده في مشروبها اليومي، ثم تلاشى تدريجيًا خلال السنتين اللتين عاشتهما بعده. حثت أبرز الخطباء اليونانيين على مدحه في خطاباتهم؛ ولتخليد ذكراه أمرت ببناء الضريح الشهير في هاليكارناسوس في هاليكارناسوس، والذي أدرجه أنتيباتر صيدا كأحد عجائب الدنيا السبع في العالم القديم والذي أصبح اسمه فيما بعد وصف لأي نصب قبري رائع.
اشتهرت أرتميسيا بقيادة أسطول قوي ولعبت دورًا في الشؤون العسكرية والسياسية لبحر إيجه بعد تراجع التفوق البحري الأثيني. اعترضت جمهورية جزيرة رودس على حقيقة أن هناك امرأة تحكم كاريا. أرسلت رودس أسطولًا ضد أرتميسيا من دون أن تعلم أن زوجها المتوفى كان قد بنى ميناءً سريًا. أخفت أرتميسيا سفن المجدفين ومشاة البحرية وسمحت للروديين بدخول الميناء الرئيسي. التقت أرتميسيا ومواطنوها بالروديين عند أسوار المدينة وسمحوا لهم بالدخول إلى المدينة. عندما بدأ الروديون بالخروج من سفنهم، أبحرت أرتميسيا بأسطولها عبر منفذ في البحر إلى الميناء الرئيسي. استولت على السفن الرودية الفارغة، وقُتل الرجال الروديان الذين هربوا منها في السوق. ثم وضعت أرتميسيا رجالها على متن السفن الروديانية وأعادتهم إلى رودس، واستولوا عليها.
يذكر بولياينوس، في الكتاب الثامن من عمله «الحيل»، أنه عندما أرادت أرتميسيا (ربما كان يشير إلى أرطميسيا الأولى، ولكن على الأرجح أرتميسيا الثانية) غزو لاتموس، وضعت جنودًا في كمين بالقرب من المدينة، وجلست هي مع النساء، وكان الخصيان والموسيقيون يحتفلون بالذبيحة في بستان أم الآلهة، الذي كان يبعد عن المدينة حوالي سبعة ملاعب. وعندما خرج سكان لاتموس ليشاهدوا الموكب الرائع، دخل جنودها إلى المدينة واستولوا عليها.

## آثار أخرى
أقامت أرتميسيا نصبًا تذكاريًا آخر في رودس لإحياء ذكرى غزوها للجزيرة. بعد أن استعاد الروديون حريتهم، أخفوا النصب، ومن هنا أطلق عليه لاحقًا اسم أباتون «المبهم».

## في الفن اللاحق
كان شرب أرتميسيا لرماد زوجها موضوعًا شائعًا في الرسم بدءًا من عصر النهضة فصاعدًا، وخاصة الاستمتاع برواج لوحات العصر الذهبي الهولندي في منتصف القرن السابع عشر تقريبًا، والتي رسمها رامبرانت (برادو) من بين آخرين. ربما كان الدافع وراء ذلك هو نشر ترجمة هولندية في عام 1614 لمجموعة حكايات فاليريوس مكسيموس، الذي كان نشطًا في عهد تيبيريوس. يمكن إثبات أن رامبرانت قد قرأ هذا الكتاب واستخدمه.
تُرسَم أرتميسيا دائمًا مع كوب أو جرة، إما بمفردها أو مع مجموعة من الحاضرين الذين يقدمون أو يساعدون في خلط المشروب. وبالتالي فإن الموضوع مشابه جدًا لسوفونيسبا وهو يتناول السم، ويعتبر رامبرانت ودوناتو كريتي في المعرض الوطني أمثلة على الأعمال التي يظل الموضوع المقصود فيه غير مؤكد بين الاثنين.